# 3688 Навахо
3688 Навахо (3688 Navajo) — астероїд головного поясу, відкритий 30 березня 1981 року.
Тіссеранів параметр щодо Юпітера — 2,996.